# Орля (Подляское воеводство)
О́рля (пол. Orla, бел. Орля) — деревня в Польше, входит в состав Бельского повета Подляского воеводства. Административный центр гмины Орля. Бывшее еврейское местечко. Находится на реке Орлянке (приток Нарева) примерно в 12 км к юго-востоку от города Бельск-Подляски. По данным переписи 2011 года, в деревне проживало 907 человек.

## История
В эпоху Речи Посполитой Орля являлся городом Бельской земли Подляшского воеводства. К концу XIX века — местечко Бельского уезда Гродненской губернии. Согласно переписи 1897 года, было 3003 жителей, среди них 2310 евреев.

## Достопримечательности
- Синагога (2-я половина XIX века)
- Православная церковь святого Михаила Архангела
- Православная церковь святых Кирилла и Мефодия

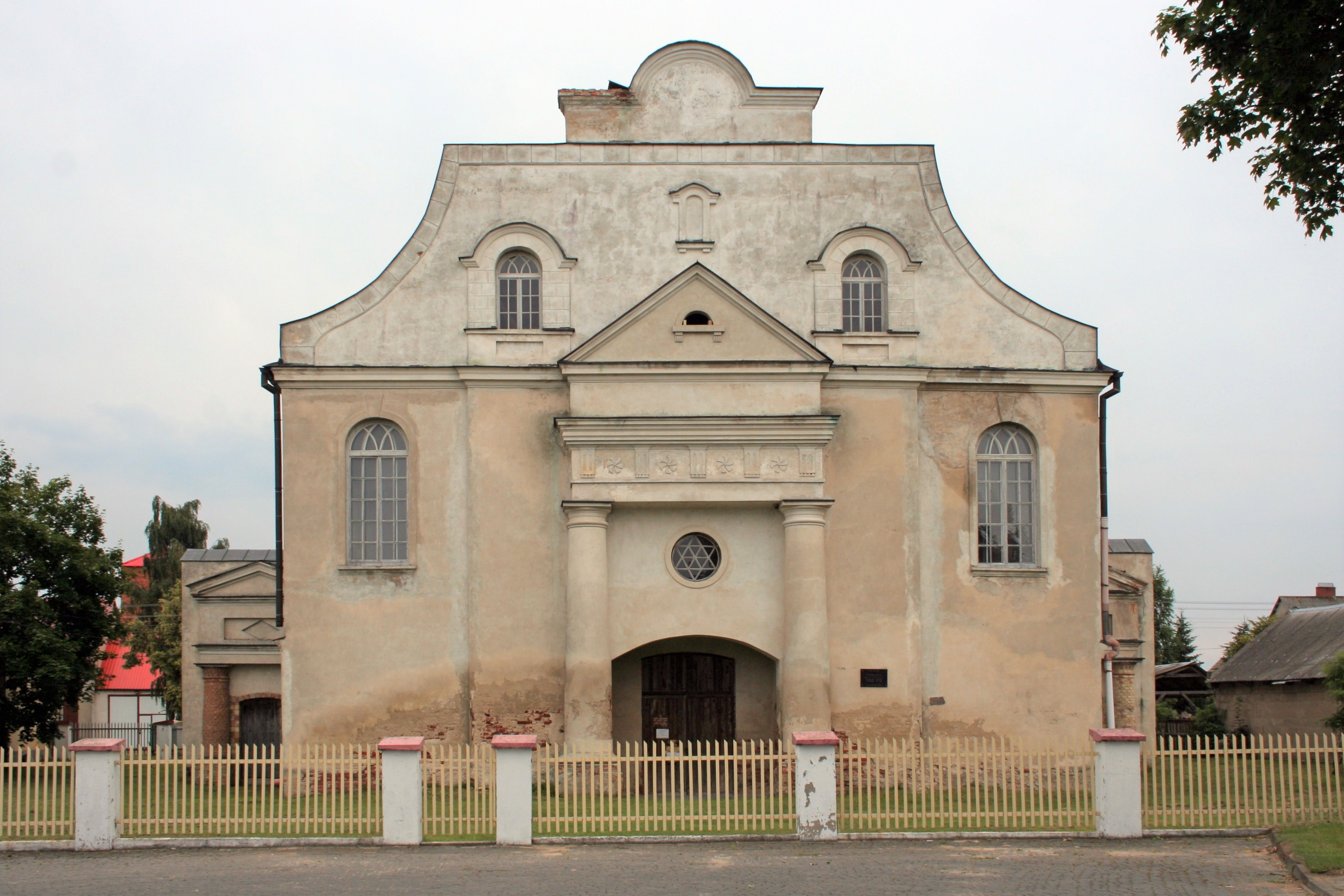
Синагога
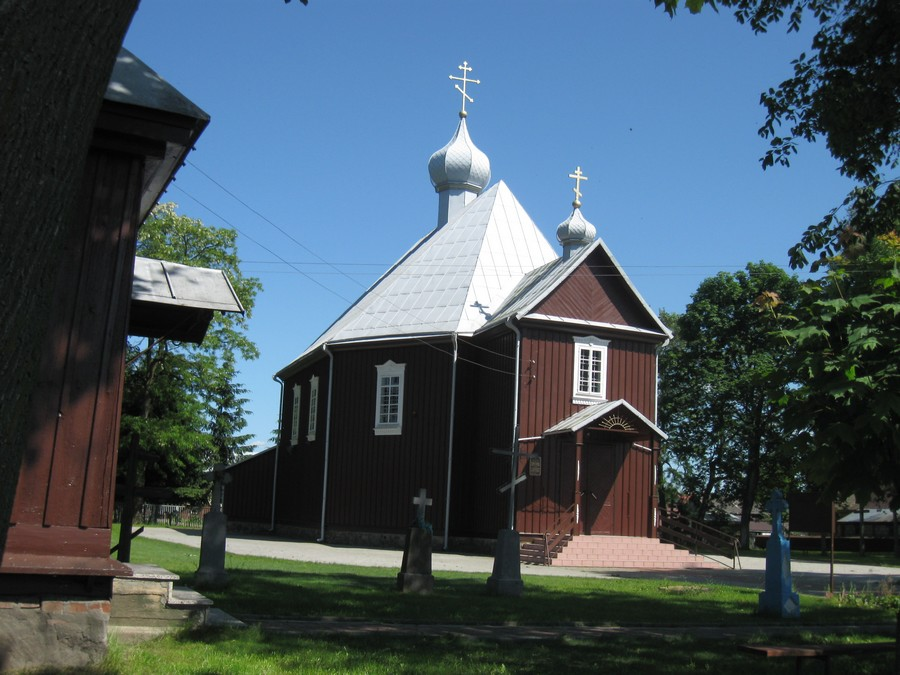
Церковь св. Михаила Архангела
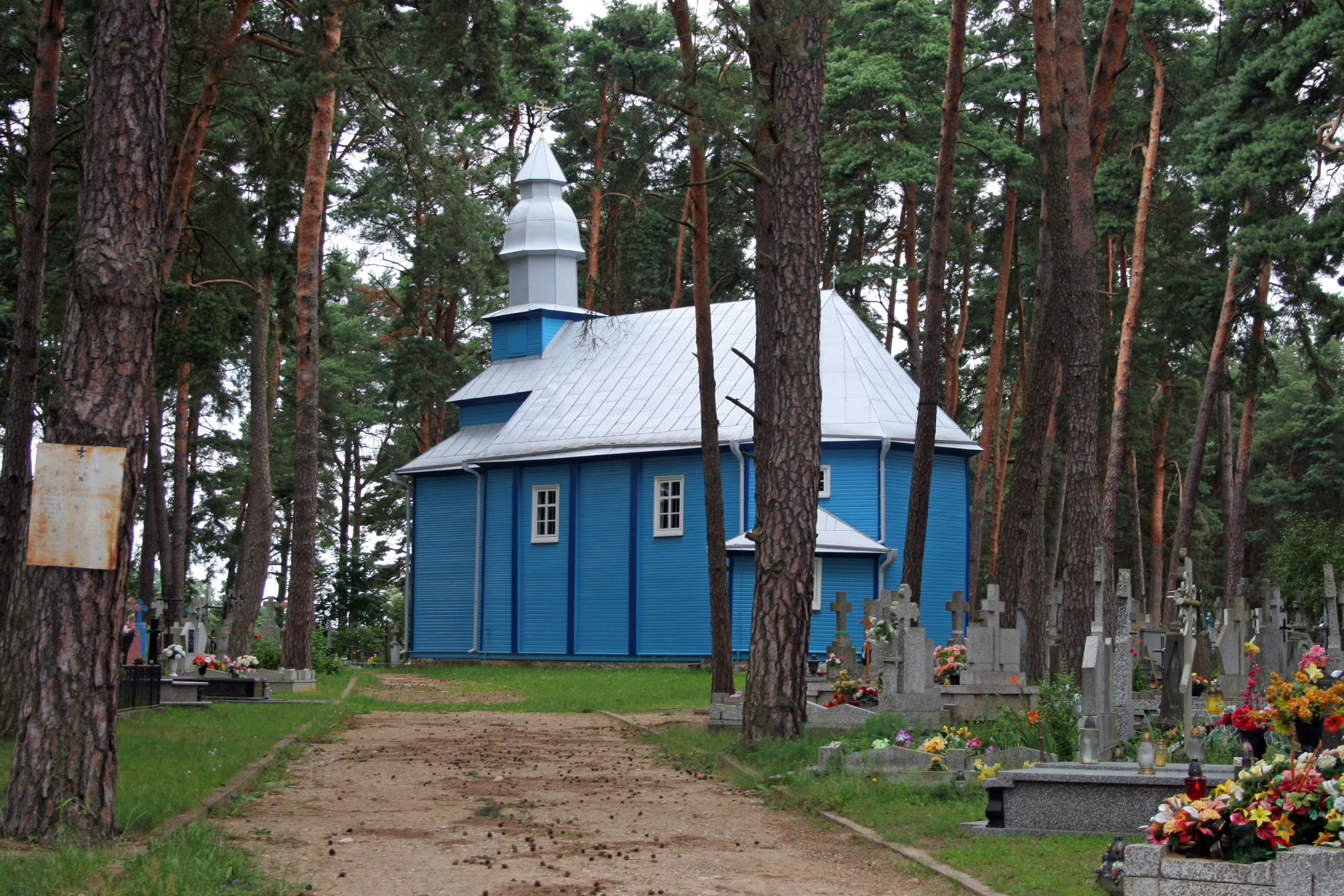
Церковь св. Кирилла и Мефодия

## Известные уроженцы
- Чиквин Евгений Григорьевич (род. 1949) — депутат сейма Республики Польша белорусского происхождения.